# يوزيف فيرت
يوزيف فيرت (بالألمانية: Joseph Wirth) سياسي ألماني (6 سبتمبر 1879-3 يناير 1956). تولى منصب المستشار في جمهورية فايمار من 10 مايو 1921 إلى 14 نوفمبر 1922.
عندما تولى منصب المستشار لم يكن قد أكمل عامه الثاني والأربعين، وهو بذلك أصغر من تولى هذا المنصب.

## روابط خارجية
- يوزيف فيرت على موقع الموسوعة البريطانية (الإنجليزية)
- يوزيف فيرت على موقع مونزينجر (الألمانية)
- يوزيف فيرت على موقع إن إن دي بي (الإنجليزية)